# 中国人民解放军总医院第九医学中心
中国人民解放军总医院第九医学中心，位于北京市朝阳区德胜门外（奥运村街道辖区）安翔北里9号，隶属于中国人民解放军总医院，为三级甲等医院。

## 历史
中国人民解放军第三〇六医院的前身是国防科工委第五一四医院，始建于1971年。1997年1月，经中央军委批准，成为国防科工委总医院。1999年3月，更名为中国人民解放军第三〇六医院。
2015年底，在深化国防和军队改革中，三〇六医院转隶新组建的中国人民解放军战略支援部队，加挂中国人民解放军战略支援部队总医院的牌子。后调整组建为中国人民解放军战略支援部队特色医学中心，隶属于战略支援部队后勤部，为副军级单位。
2024年4月，中国人民解放军战略支援部队撤销番号，战略支援部队特色医学中心在其后移交至中国人民解放军总医院，成为其第九医学中心，降为正师级单位。。
本院是北京市第一批“基本医疗保险定点医院”。

## 特色
设在该医院的“全军中心”包括：
- 全军脊柱外科中心
- 全军口腔疾病诊治中心
- 全军信息与技术支持基地

## 教学关系
中国人民解放军原第三〇六医院是中国人民解放军第四军医大学、北京大学医学部的临床教学医院，也是中国人民解放军第三军医大学、首都医科大学、军事医学科学院、航天医学工程研究所等单位的研究生联合培养点。

## 历任领导
| 院长 …… - 黄治平（？—？） …… - 邹德威 少将（2001年—2010年） - 牛恩喜 少将（2010年—2015年） - 顾建文 少将（2015年—） | 政治委员 …… - 巩树林（？—？） - 胡培禹 少将（？—2003年） - 白学平 少将（2003年—？） - 张玉才 少将（？—） - 沈斌 少将（？—2024年7月） - 周文斌 大校（2024年7月—） |